# Chorbrünnel-Rundweg
Der Chorbrünnel-Rundweg ist ein 3,5 km langer Rundwanderweg, der im östlichen Leiningerland regionale Sehenswürdigkeiten verbindet, die innerhalb und nordwestlich der Wohnbebauung der rheinland-pfälzischen Ortsgemeinde Dirmstein liegen. Die grünen Hinweisschilder zeigen eine orangegelbe Steinarkade samt dem rot-blauen Symbol eines Brunnens.
Die Initiative für den Rundweg geht auf den örtlichen Umweltverein Alte Sandkaut Dirmstein zurück, die Eröffnung erfolgte im Frühjahr 2006.

## Geographie
Innerhalb Dirmsteins sind Hin- und Rückweg identisch. Der Streckenteil außerhalb der Wohnbebauung verläuft im Uhrzeigersinn; er wurde durch den Umweltverein „Alte Sandkaut“ in ehrenamtlicher Arbeit begehbar gemacht und mit Sitzbänken, Hinweistafeln und Wegezeichen versehen.
Das Profil des Rundwegs ist leicht hügelig; von 108 m steigt es auf dem ersten Drittel der Strecke vorwiegend geringfügig auf 133 m an und fällt anschließend mäßig auf das Ausgangsniveau ab. Für die Begehung der Gesamtstrecke sind etwa 90 Minuten zu veranschlagen.

## Sehenswürdigkeiten

### Im Ort
Der Rundweg beginnt im Zentrum des Dirmsteiner Oberdorfs auf dem Schlossplatz am Sturmfederschen Schloss. Nordöstlich des Platzes liegt das Älteste Haus, das 1689 mit wenigen anderen das Niederbrennen des Ortes durch Truppen Frankreichs überstand. Schräg gegenüber, in Franz Rothermels Haus, wohnte der Baumeister, der in den 1740er Jahren die barocke Laurentiuskirche errichtete. Vorbei am restaurierten Backhaus von 1730, am Jesuitenhof, der von 1500 an für 300 Jahre von Mönchen betrieben wurde, am Quadtschen Schloss, dessen Vorgängerbau im Mittelalter eine Propstei des Augustinerordens war, sowie am Koeth-Wanscheidschen Schloss wird der Schlosspark erreicht. Er wurde um 1830 durch den Landschaftsarchitekten Johann Christian Metzger geplant und im Stil eines Englischen Gartens angelegt. An der Ecke zur Landesstraße 453 steht der restaurierte Gartenpavillon, der zum Jesuitenhof gehört, mit den um die Mitte des 20. Jahrhunderts ausgeführten Sgraffiti des Künstlers Walter Perron.

### Wörschberger Hohl
Nach Überquerung der Landesstraße, an der wenige Meter links des Übergangs als Naturdenkmal geschützte Lösswände verlaufen, geht die Lindesheimer Straße nordwestlich der Gemeinde in das Naturdenkmal Wörschberger Hohl über. Wie schon der Name andeutet, handelt es sich um einen Hohlweg. Seine Verlängerung führt zum etwa 1 km entfernten und 165 m hohen Wörschberg. Durch Erosion infolge jahrhundertelanger Benutzung durch Fuhrwerke hat sich der Weg tief in die hier hügelig werdende und leicht ansteigende Landschaft eingegraben. Er ist durch senkrechte Lösswände gekennzeichnet, die bis 6 m hoch sind und ein Biotop für zahlreiche Arten von wärmeliebenden Insekten, höhlenbrütenden Vogelarten sowie Wildkaninchen und Fuchs darstellen.
Am höchsten Streckenpunkt, der auf dem Hohlweg bei 133 m Höhe liegt, bestehen seitlich auf einer 139 m hohen Hügelkuppe Aussichtsmöglichkeiten vor allem über die Rheinebene hinweg, die sich im Osten bis zum gegenüber liegenden Odenwald ausbreitet, und nach Westen über die Rebenhügel bis zum Rand des Pfälzerwalds. Vom höchsten Punkt aus senkt sich der Weg wieder leicht zum Floßbach hinunter, der sich hier durch ein gleichfalls tief in die Lössschichten gegrabenes Bett windet, um östlich von Dirmstein in den Eckbach zu münden.

### Chorbrünnel
Vom Aussichtspunkt 600 m weiter, jenseits des Floßbachs und links des Gewässers, liegt das weitere Naturdenkmal Chorbrünnel. Dieser kleine, seit 2005 trockengefallene Brunnen auf 124 m Höhe wurde aus einer schwefelhaltigen Quelle gespeist. Die Brunnenkammer, errichtet in der ersten Hälfte des 16. Jahrhunderts durch die Dirmsteiner Jesuitenmönche, entließ das Wasser in eine davor gleichfalls aus Steinen gemauerte Wanne, die Bäder zu Heilzwecken ermöglichte; der Überlauf mündete nach wenigen Metern in den Floßbach. Der Schlussstein des Gewölbes trägt die Jahreszahl 1733, die wohl von einer späteren Renovierung stammt.
Vom Chorbrünnel führt der Rundweg am Floßbach entlang nach Osten und dann nach Süden über die Lindesheimer Straße zum Ausgangspunkt in Dirmstein zurück.

## Stationen

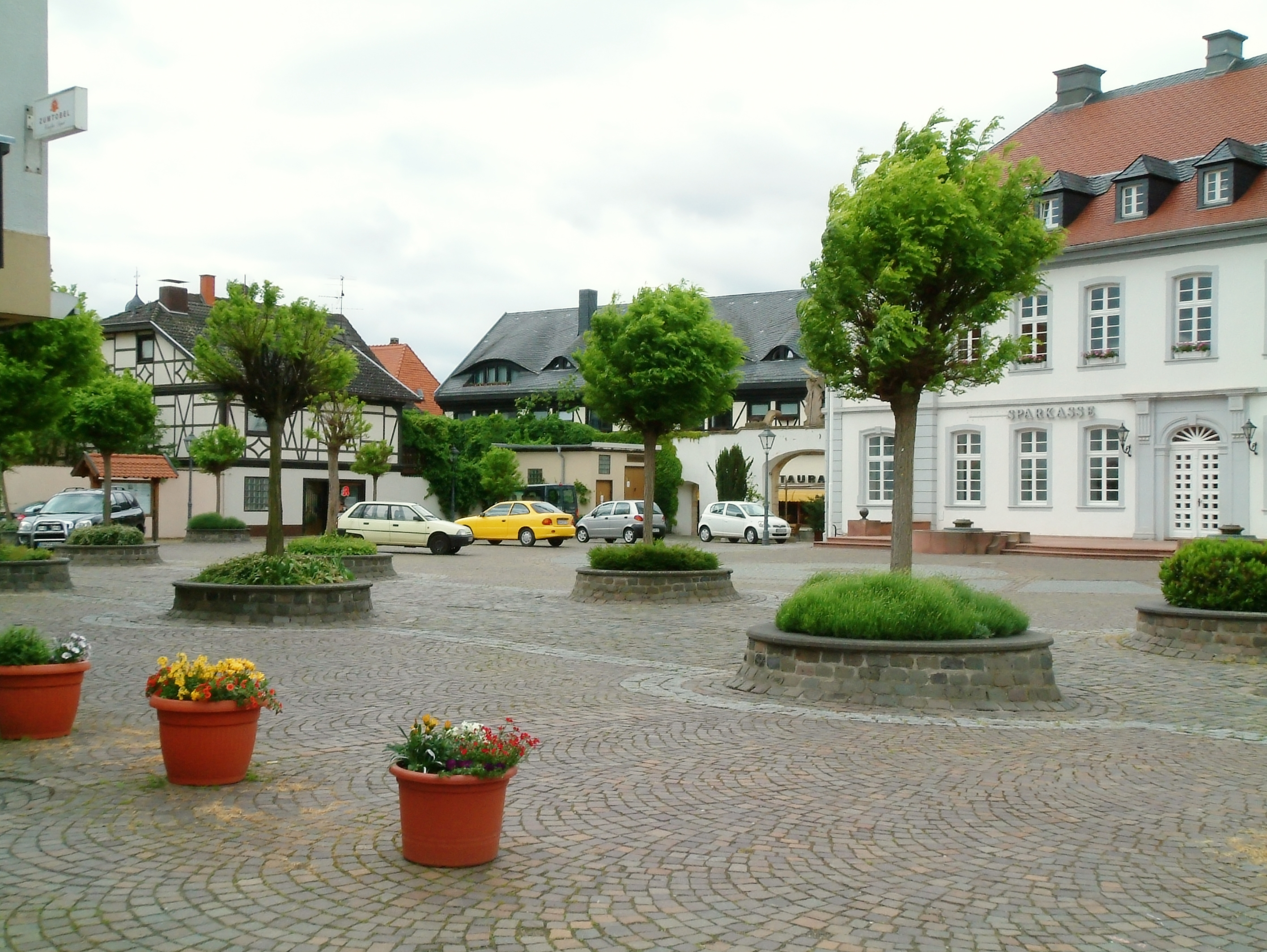
Start auf dem Schlossplatz… (⊙)
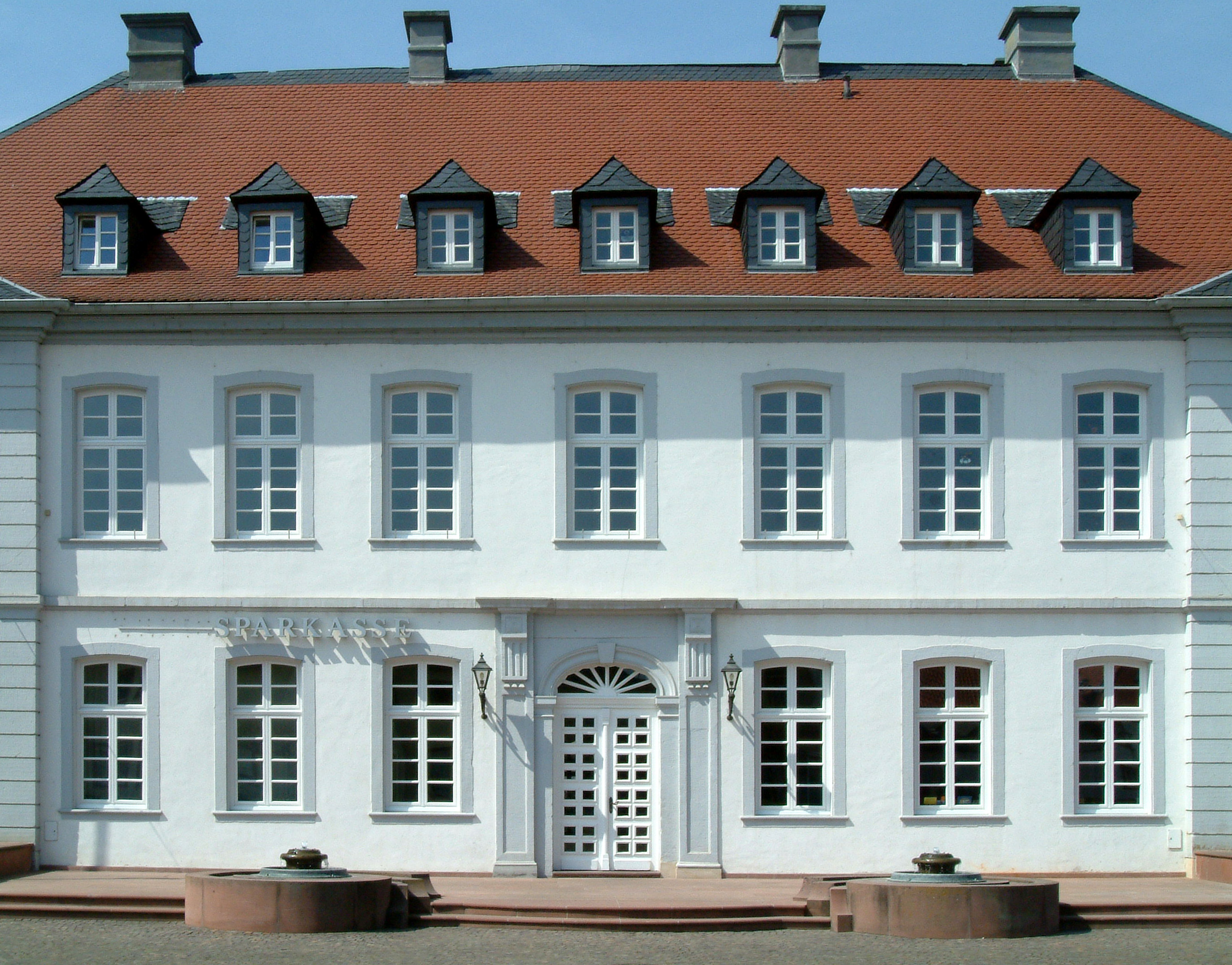
Sturmfedersches Schloss… (⊙)
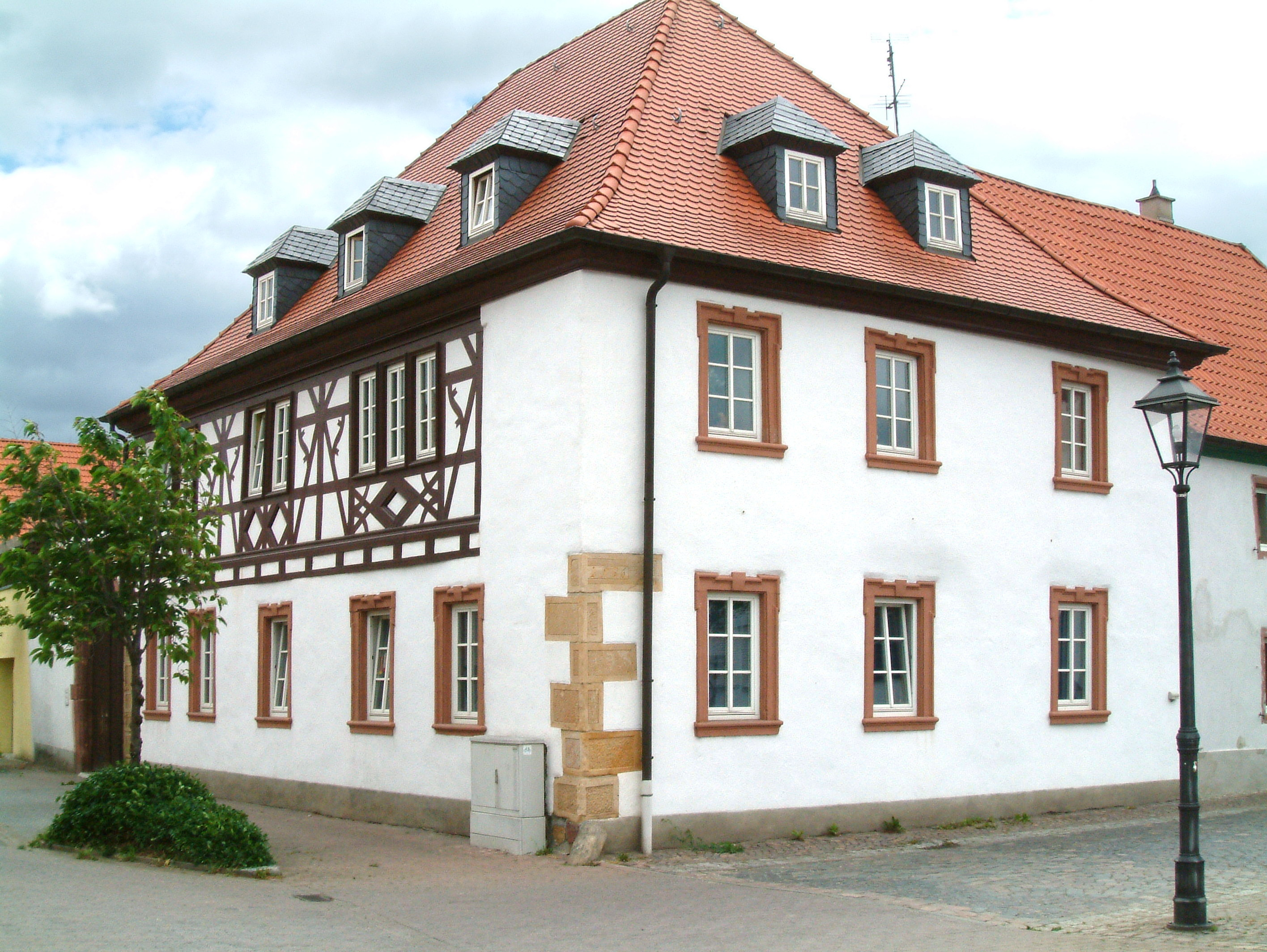
Ältestes Haus… (⊙)
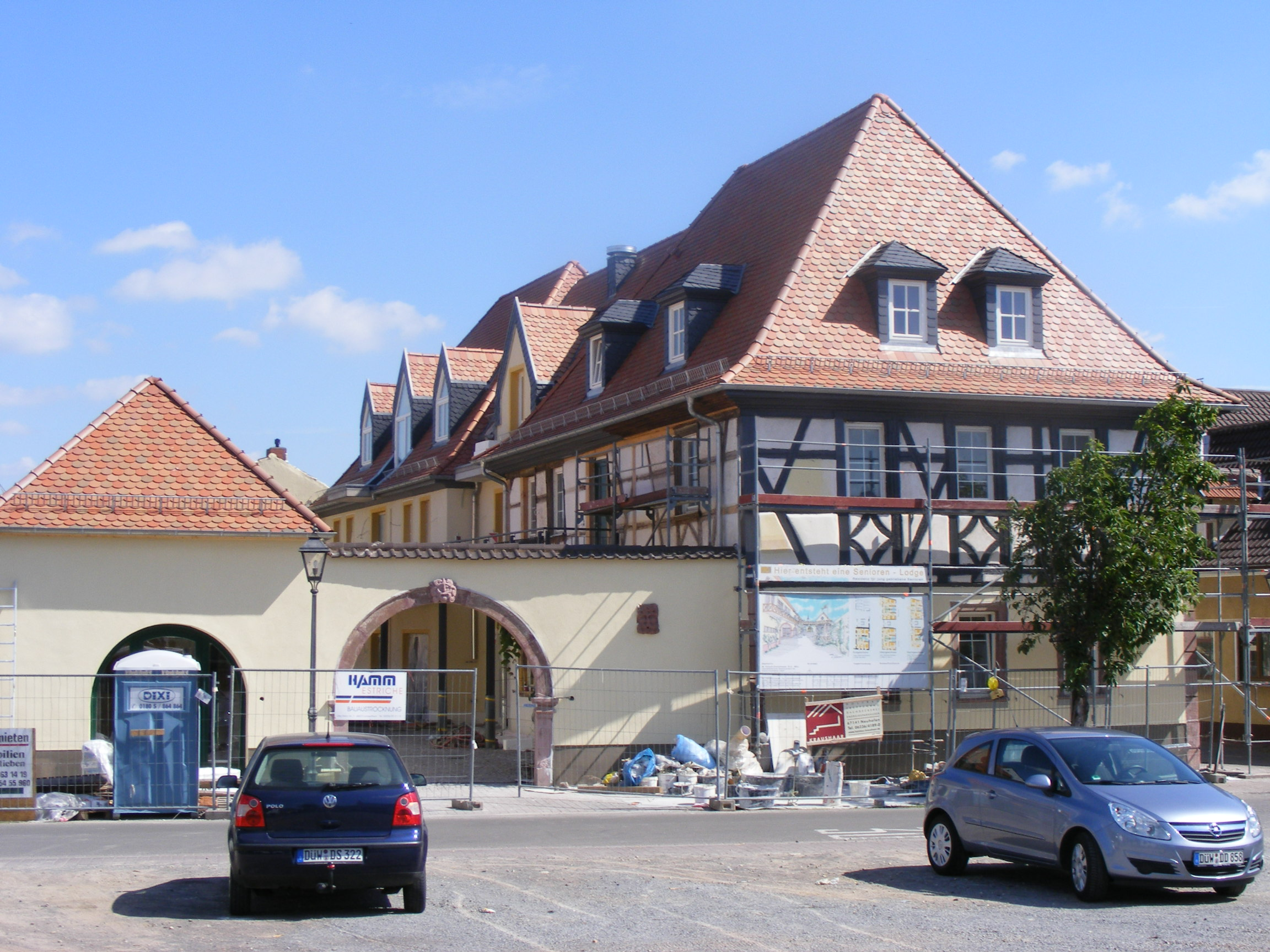
Franz Rothermels Haus… (⊙)
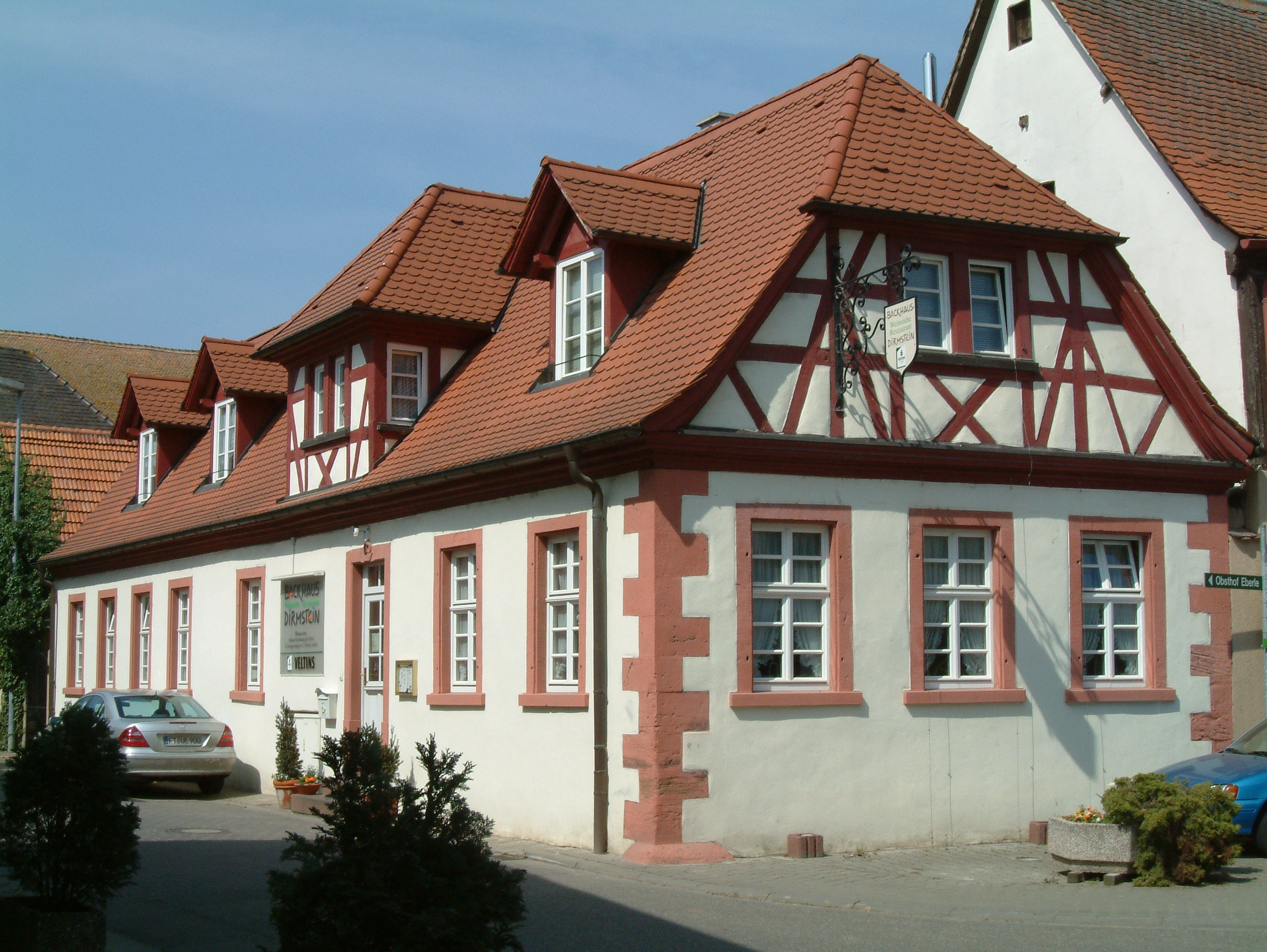
Backhaus… (⊙)
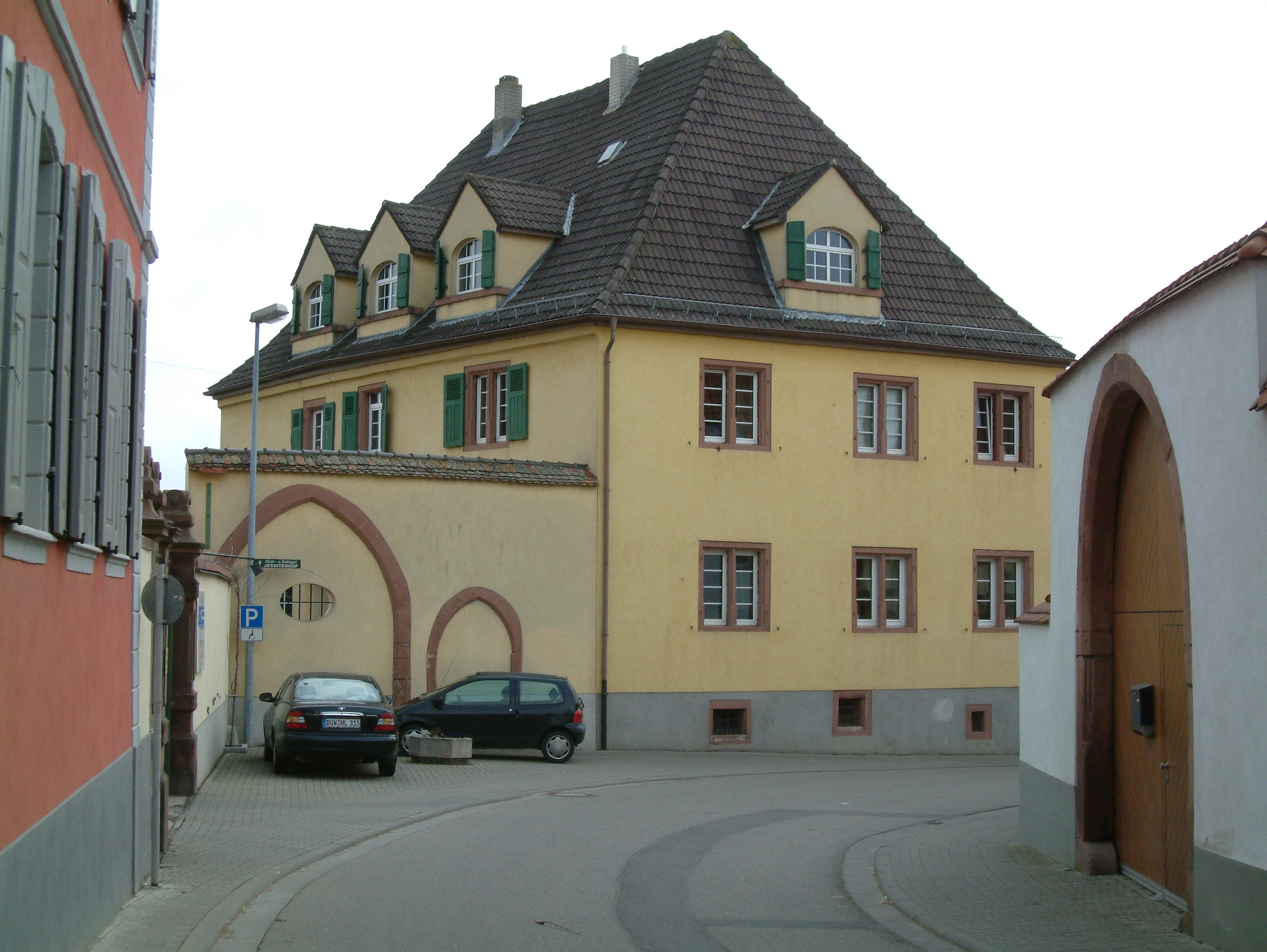
Jesuitenhof… (⊙)
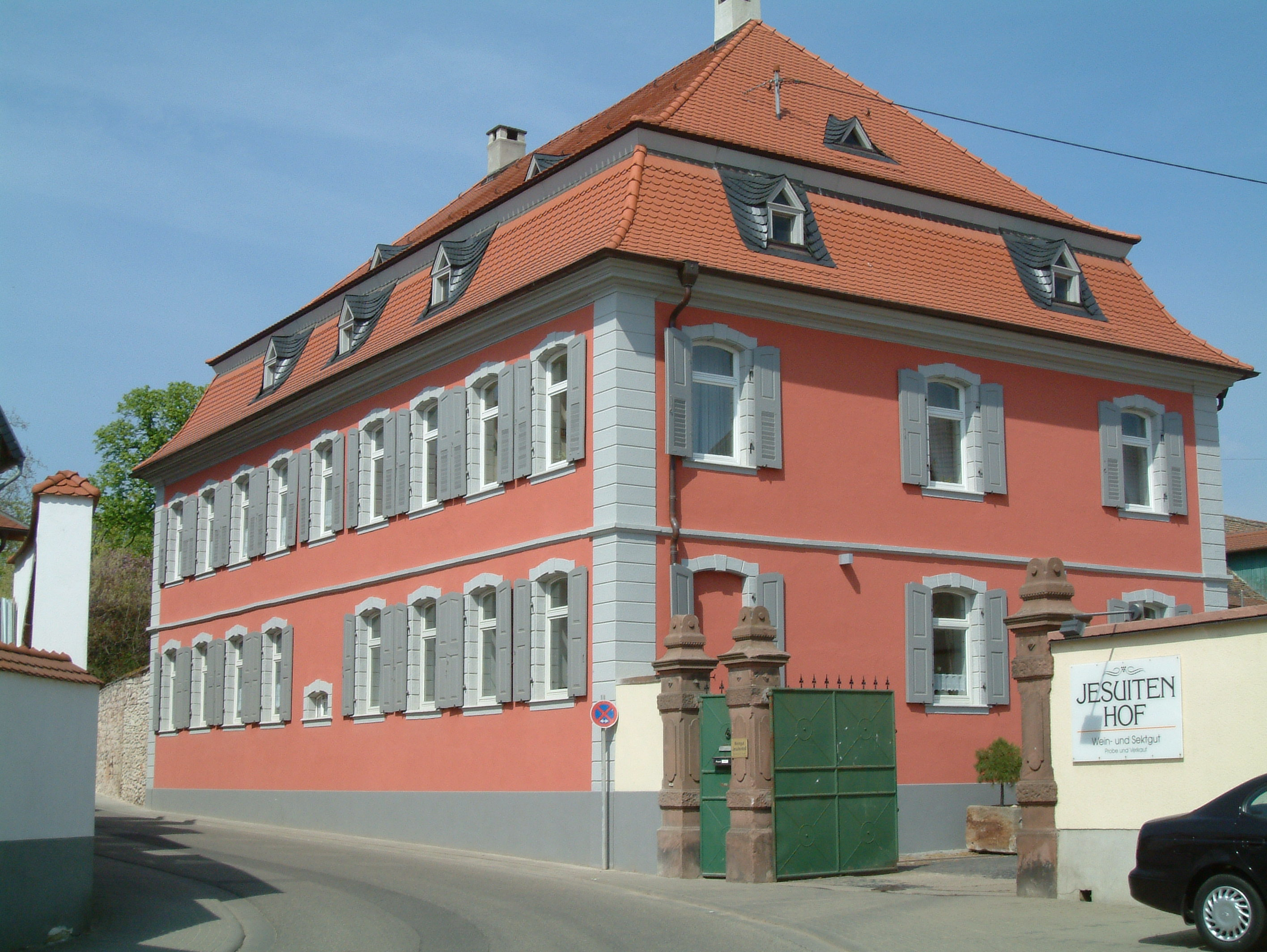
Quadtsches Schloss… (⊙)
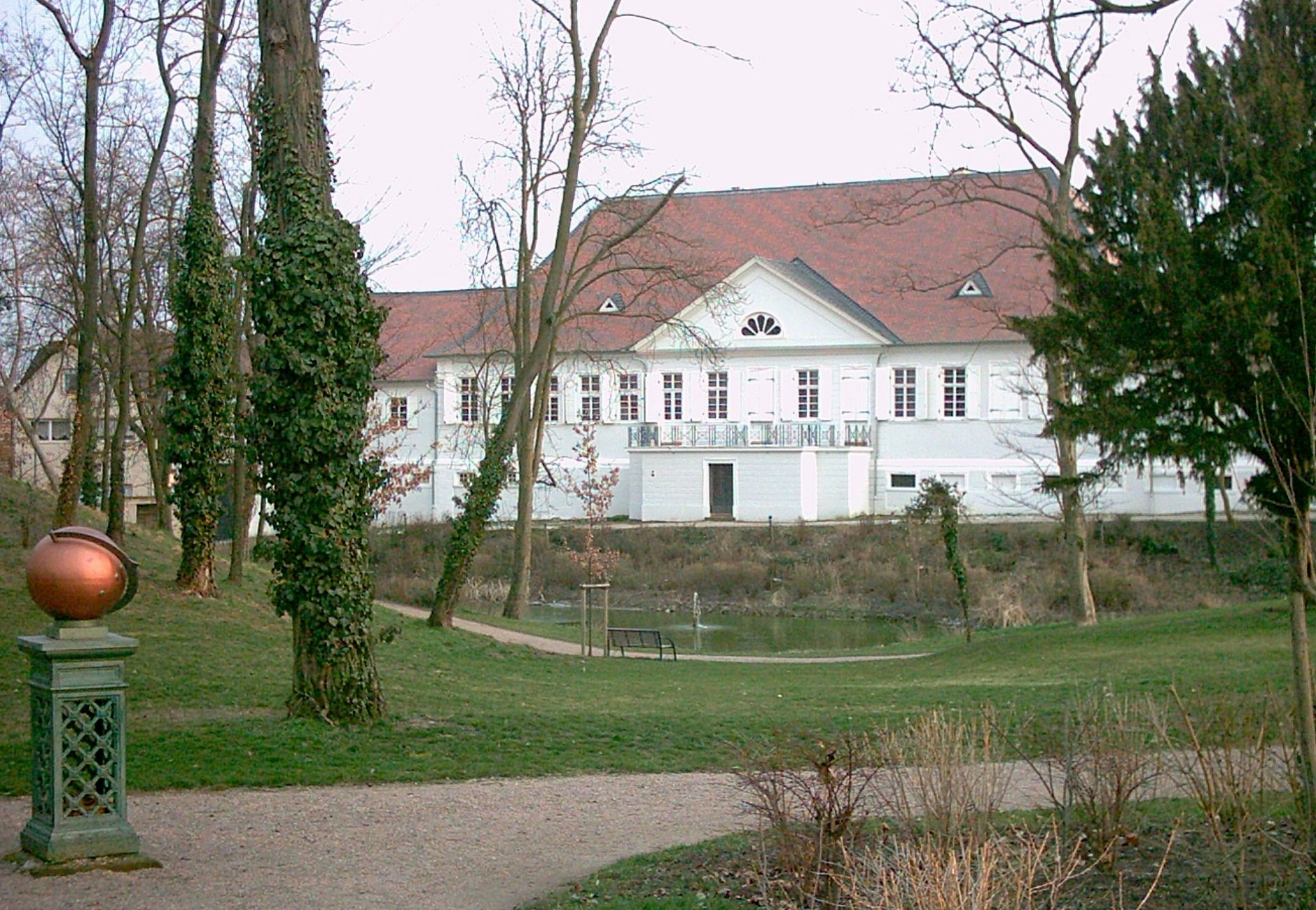
Koeth-Wanscheidsches Schloss… (⊙)
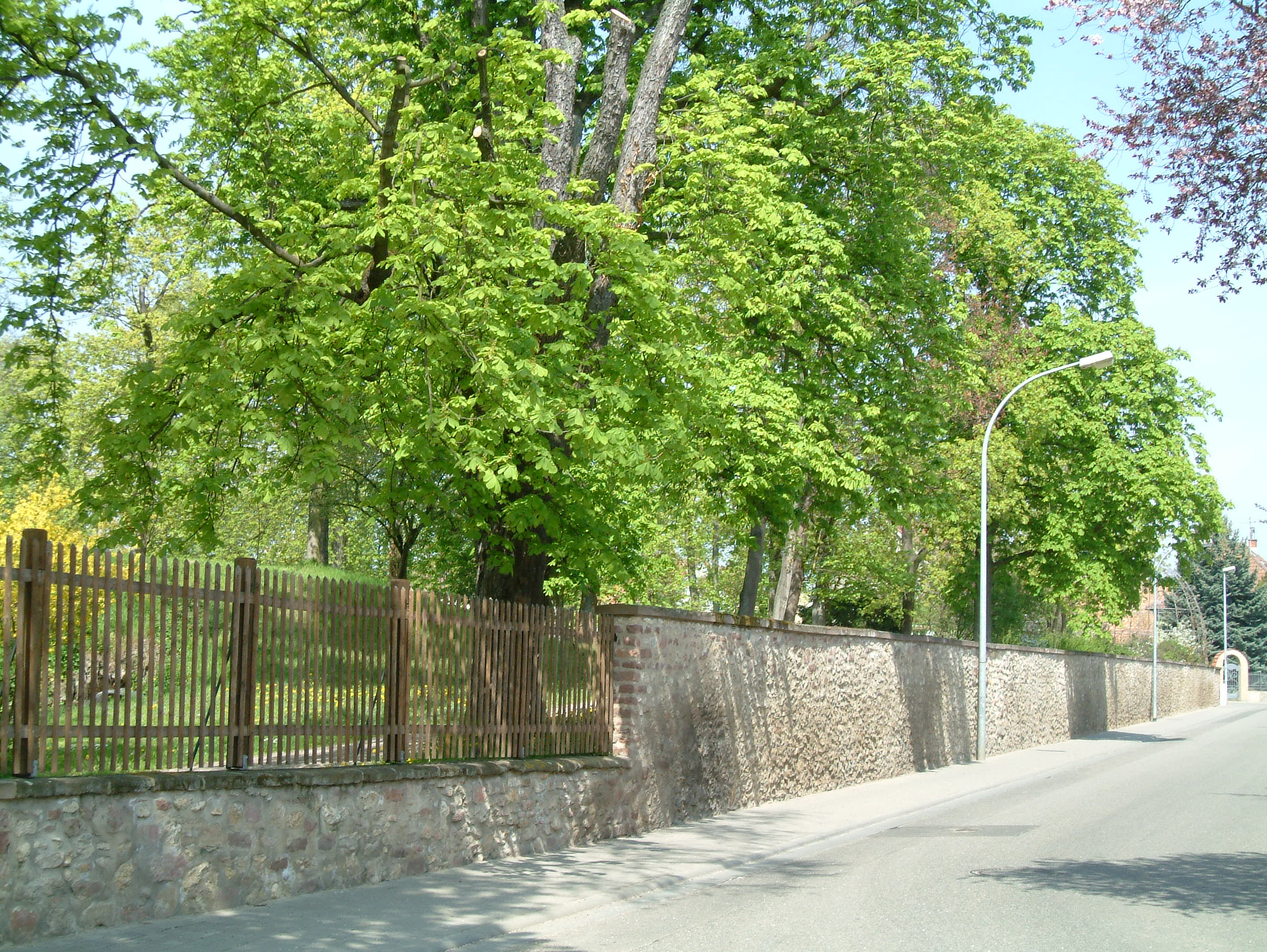
Schlosspark… (⊙)
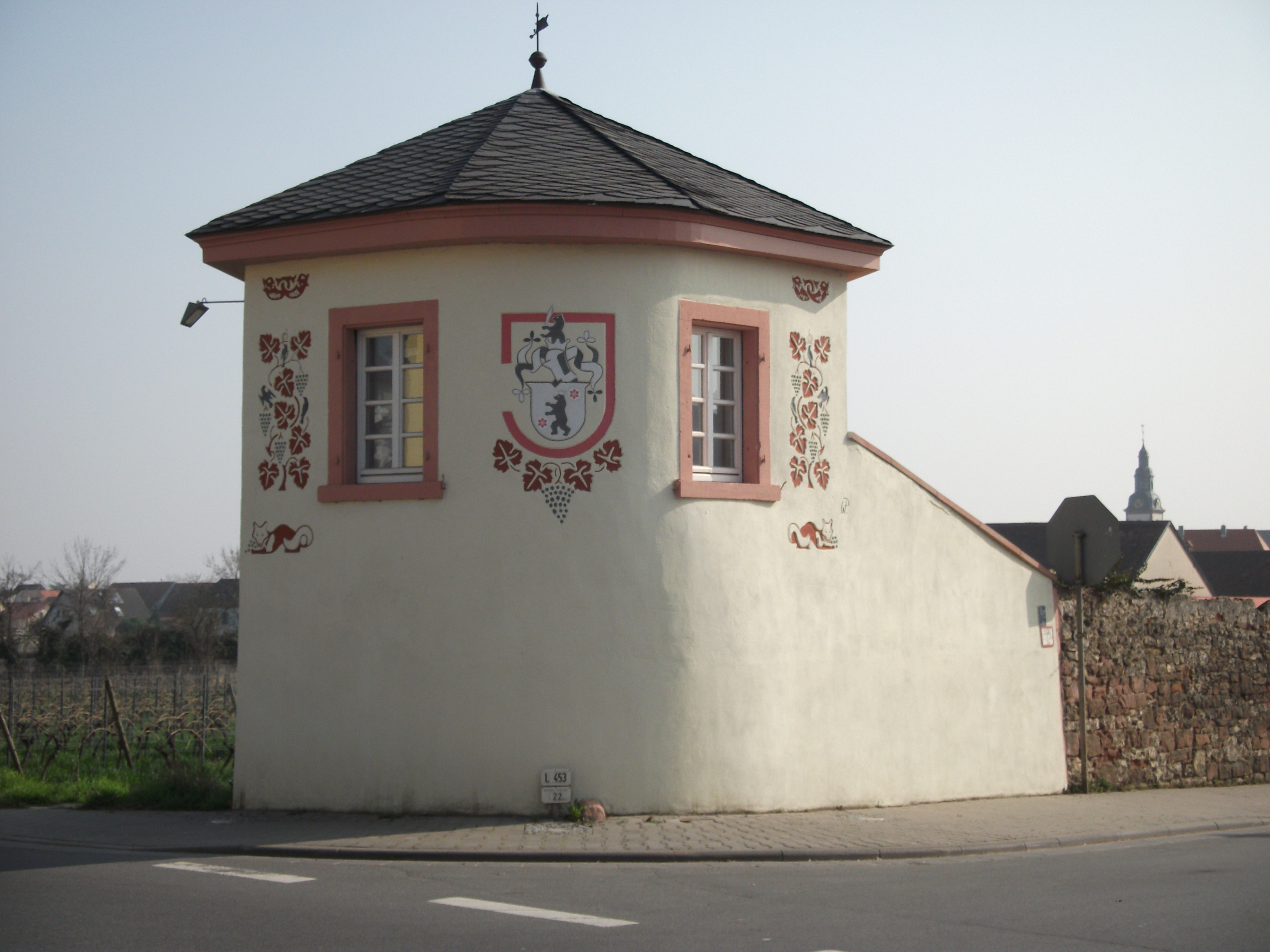
Gartenpavillon (⊙)
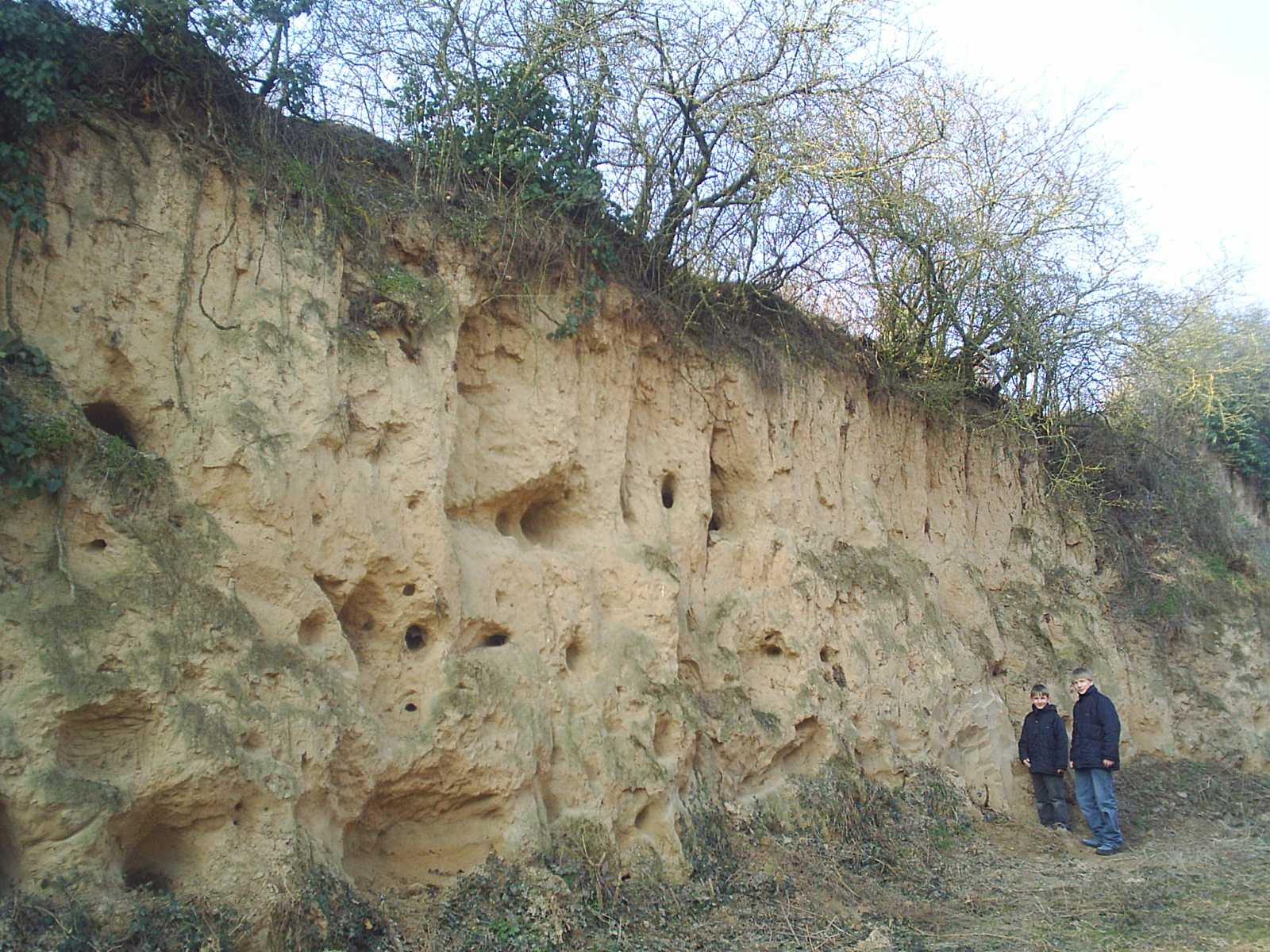
Ziel 1: Wörschberger Hohl (⊙)
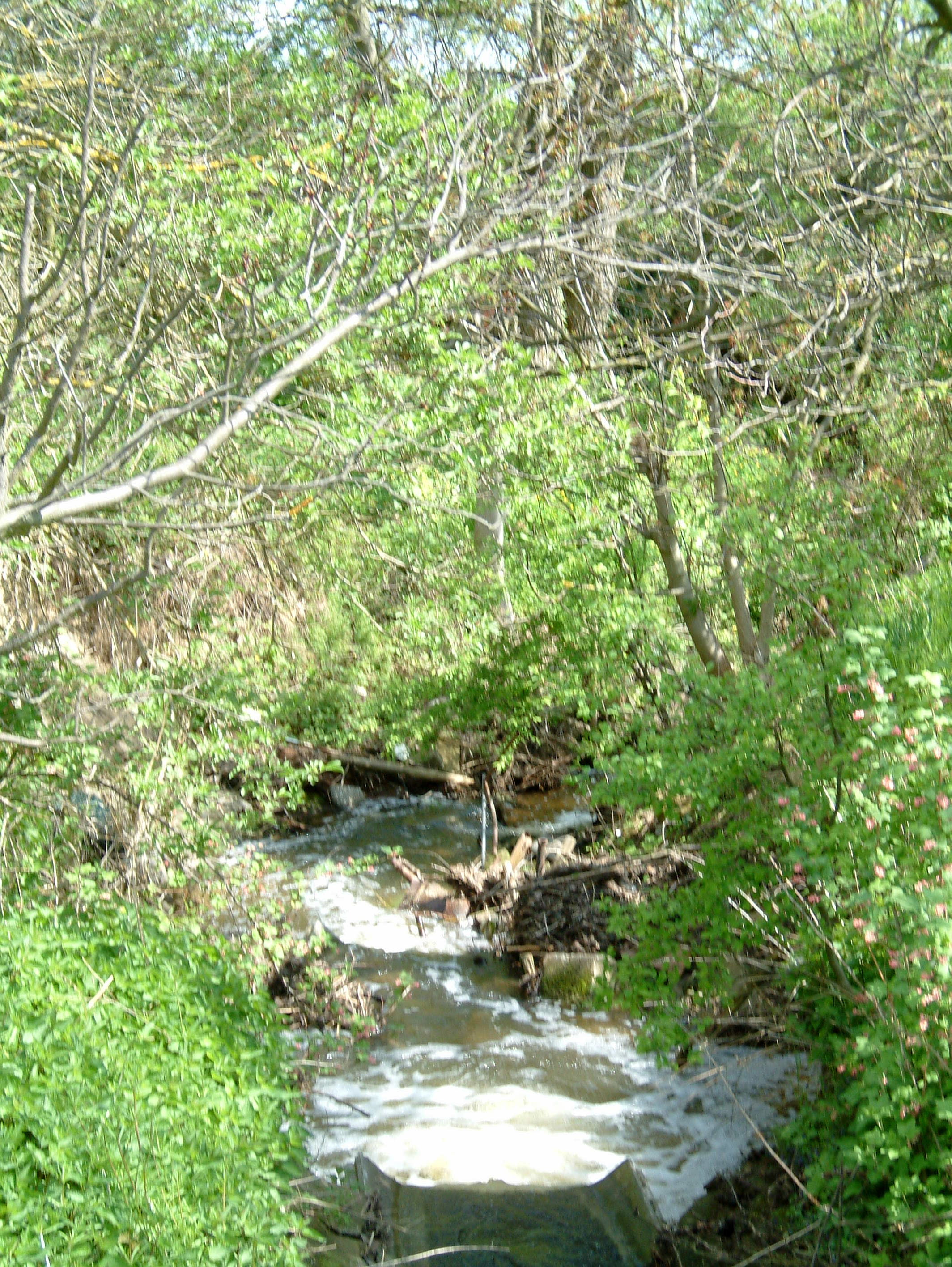
Floßbach
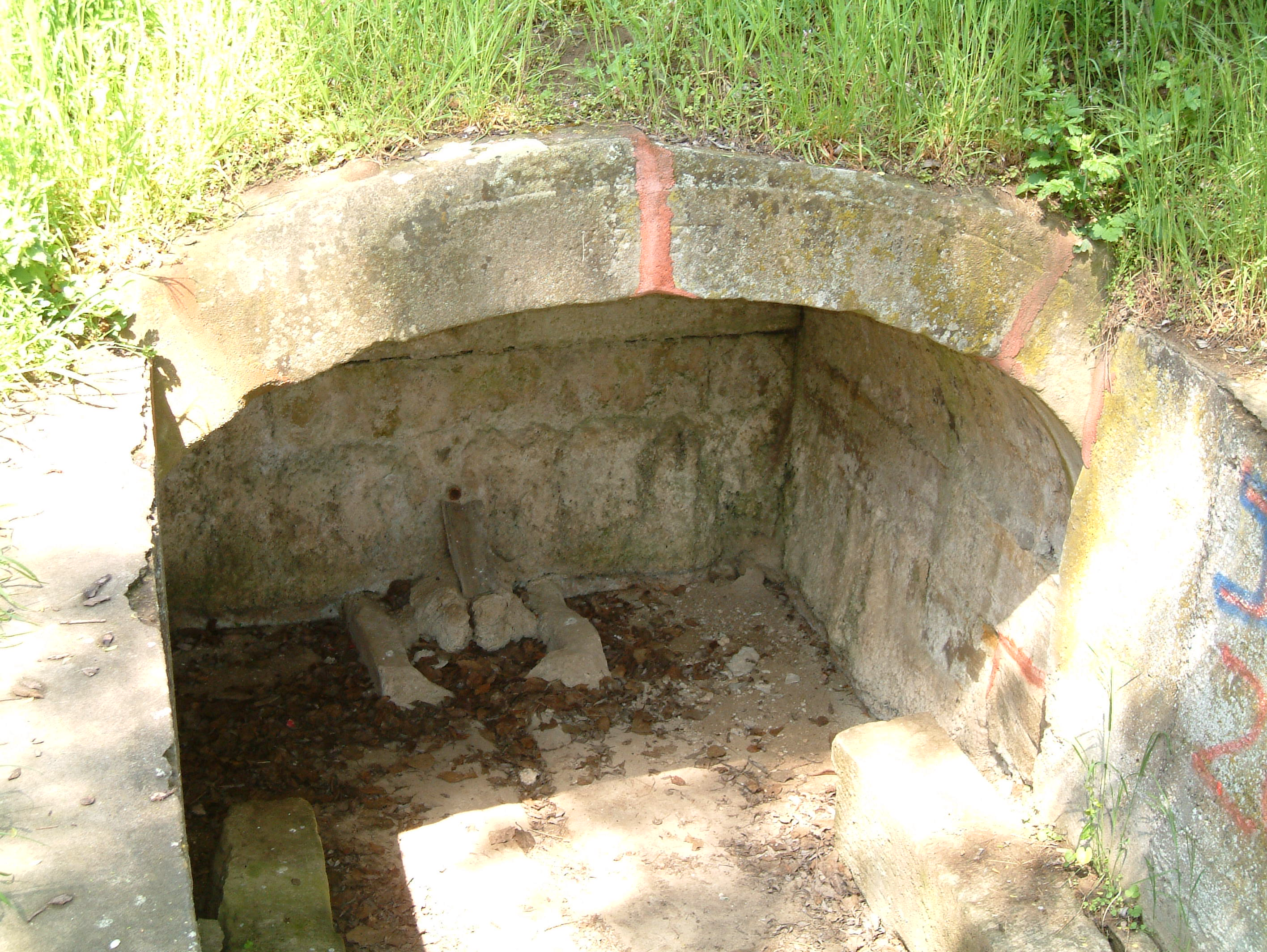
Ziel 2: Chorbrünnel (⊙)
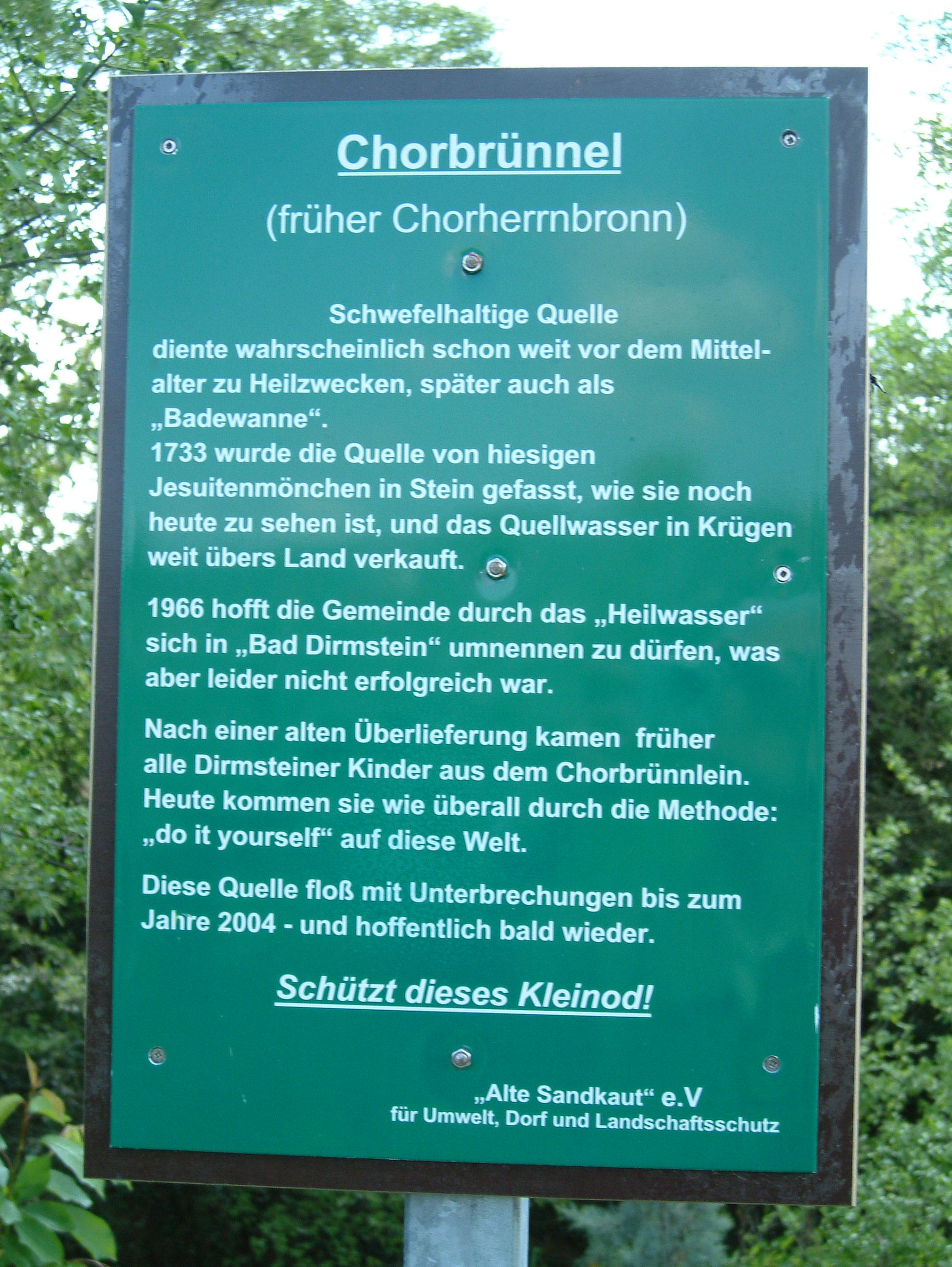
Infotafel am Chorbrünnel